# Battignies
Ne doit pas être confondu avec Battigny.
Battignies est un quartier de la ville belge de Binche située en Région wallonne dans la province de Hainaut.
C'était une commune à part entière avant 1882, quand elle fusionna avec Binche par la loi du 9 août 1881.

## Lieux d'intérêt
- La statue du « Paysan », un personnage folklorique du carnaval de Binche.
- La chapelle Sainte-Anne, de style gothique tardif c. 1600[1].
- Le stade Aimé Vachaudez, situé rue du Cœur Dolent.

## Histoire
Avant la Révolution française le hameau de Battignies appartenait à la prévôté de Prisches, elle-même appartenant à l'abbaye de Marchienne. Ce n'est qu'après la Révolution que Battignies devint une commune à part entière.
Battignies a fusionné avec Binche le 1er janvier 1882 grâce à la loi du 9 août 1881. À cette époque, Battignies comportait 973 habitants. Les Binchois ont vu cette fusion comme l'arrivée de « paysans » (habitant la campagne), dans l'enceinte de la ville par la porte « Notre-Dame ». Les habitants de Battignies étaient appelés par les Binchois : les Battignoles. Les Binchois chantaient à leur sujet des chansons assez moqueuses et insultantes pour les habitants de Battignies, mais ceux -ci répliquèrent bien vite en chantant « Vive Bacgnies », chanson authentique de Battignies.
La veille du carnaval 1961, le collège échevinal binchois, inaugure la statue du « Paysan ». Ce soir-là, un ancien de Battignies chanta lors de la cérémonie, l'air du « Vive Bacgnies », qui fut reprise par tous les ex-« Battignole »…

## Sport
En 1946, la RUS Binchoise est fondée et s'installe dans le quartier de Battignies, à côté du cimetière de Binche, dans le Stade de Battignies.